# 7082 La Serena
7082 La Serena este o planetă minoră (asteroid), cu un diametru de 9,497 km, din centura de asteroizi. A fost descoperită pe 17 decembrie 1987 la Observatorul European Austral de Eric Walter Elst și a fost numită după La Serena. 
Obiectul prezintă o orbită caracterizată de o semiaxă mare de 3,1160937 UAi, o excentricitate de 0,14, o înclinație de 15,7949 ° în raport cu ecliptica.